# Площина Тихонова
Площина Тихонова — це топологічний простір, визначений за допомогою порядкових просторів, який є контрприкладом кількох правдоподібних здогадок. Він визначається як топологічний добуток двох порядкових просторів {\displaystyle [0,\omega _{1}]} і {\displaystyle [0,\omega ]}, де {\displaystyle \omega } є першим нескінченним ординалом і {\displaystyle \omega _{1}} першим незліченним ординалом . Видалена площина Тихонова утворюється видаленням точки {\displaystyle \infty =(\omega _{1},\omega )}.

## Властивості
Площина Тихонова є компактним Хаусдорфовим простором і тому є нормальним простором. Проте видалена площина Тихонова не є нормальним простором. Тому площина Тихонова не є повністю нормальним простором. Це показує, що підпростір нормального простору не обов'язково повинен бути нормальним. Площина Тихонова не є досконало нормальним простором, тому що вона не є Gδ простором: одноэлементна множина {\displaystyle \{\infty \}} є замкнутою, але не Gδ множиною.
Результатом компактифікації Стоуна–Чеха видаленої площини Тихонова є площина Тихонова.